# Euchlorostola
Euchlorostola is een geslacht van vlinders van de familie spinneruilen (Erebidae), uit de onderfamilie Arctiinae.

## Soorten
- E. anusia Schaus, 1924
- E. corydon Druce, 1884
- E. interrupta Walker, 1856
- E. megathyris Hampson, 1914